# Johann Friedrich Olearius (Theologe, 1661)
Johann Friedrich Olearius (* 26. Februar 1661 in Halle (Saale); † 24. Januar 1689 in Langensalza) war ein deutscher lutherischer Theologe.

## Leben
Der Sohn des Johannes Olearius wurde in frühster Jugend durch Privatlehrer ausgebildet. Am 3. Juli 1679 bezog er die Universität Leipzig, absolvierte dort am 3. Mai 1679 das Baccalaurat und erwarb am 28. Januar 1680 den akademischen Grad eines Magisters der Philosophie. Nach den Sitten der damaligen Zeit absolvierte er eine Bildungsreise, die er von 1683 an absolvierte. Dabei hatte er sich unter anderem an die Universität Tübingen begeben, wo er bei Johann Adam Osiander (1622–1697) das Lizenziat der Theologie erwarb.
Als sein Bruder Johann August Olearius als Generalsuperintendent des Fürstentums Querfurt nach Weißenfels wechselte, wurde er am 2. Januar 1685 in Leipzig als Oberpfarrer an der St.-Jacobi-Kirche und Superintendent in Sangerhausen ordiniert und hielt am 11. Januar seine Anzugspredigt. 1689 wurde er Oberpfarrer an der St. Stephanikirche und Superintendent in Langensalza. Er verblieb in diesem Amt, bis er an Steinleiden starb. Von ihm sind nur Predigten aus unterschiedlichen Anlässen überliefert. Größere exegetische Werke scheint er kaum als Amtsleiter seiner Verwaltungsbezirke verfasst zu haben. Ein Gemälde, das ihn abbildet, befindet sich in seiner letzten Wirkungsstätte.

## Familie
Olearius hatte am 25. August 1685 Anne Sophie, die jüngste Tochter des Weißenfelser Amtmanns Johann Peter Horn in Querfurt, geheiratet. Aus dieser Ehe stammen die zwei Kinder Maria Sophie († 1713), die den Jüterboger Stadtphysikus Dr. med. Martin Aulib heiratete und der Sohn Johann August Olearius. Seine Witwe heiratete am 19. Februar 1706 den Mediziner Dr. med. Andreas Ott.